# 王勃
王勃（650年—677年，一作650年—676年:115），字子安，絳州龍門（今山西河津市）人，初唐詩人、文學家。王勃出身士大夫家庭，自少聰慧，十七歲時獲沛王李賢徵為侍讀，平步青雲，後因撰寫《檄英王雞》觸怒唐高宗，被斥逐出王府。王勃流寓蜀地三年後，回京參加官員詮選，聲名大噪，結果出任虢州參軍，在職期間因殺人而獲罪免官，其父王福畤亦受牽連，被逐交趾。王勃與父親上路南行，渡海溺死，英年早逝，年僅廿八。王勃善寫詩賦與駢文，擅長創作對偶句，擴大樂府體裁，辭賦風格清新脫俗，一反初唐宮廷詩的矯飾浮誇，下開盛唐詩風，代表作有《滕王閣序》、《春思賦》、《採蓮賦》、五律《送杜少府之任蜀川》、五絕《山中》等。王勃才華洋溢，享負盛名，與楊炯、盧照鄰、駱賓王合稱「初唐四傑」。
王勃寫文章時不打草稿，有時蒙上被子，像在睡覺，起來後下筆立成，時人稱之「腹稿」:57。

## 生平
王勃出身於士大夫家庭:95，祖父為隋末大儒王通，叔祖為隋唐之際隱士詩人王績，父親王福畤。王勃自少聰慧，九歲時讀顏師古《漢書注》，作《漢書指瑕》:2；少年時已在洛陽參加官員間的宴會，並受邀作詩:40；十四歲時得劉祥道舉薦「幽素科」:2。王勃熱衷於功名:472，致力撰寫詩賦呈獻給高官，劉祥道、賀蘭敏之、沛王李賢和唐高宗都欣賞他的詩歌:332。十七歲時，王勃被沛王徵為侍讀:2，667年到東吳遊覽:40。正當少年得志之時，王勃遇上沉重打擊。669年，諸王鬪雞，王勃為沛王撰文《檄英王雞》，唐高宗看到此文，憤怒地說:2-3：這樣做會增加兩位王子互相鬥爭之心:57。即日斥退王勃，不再讓他進入王府。同年七月，王勃有西南之行，遊覽蜀地景物:3，藉以排遣政治失意:466。自669年秋，王勃與盧照鄰結伴而行，先後到梓州、成都、彭州等地，在蜀地結識各級官員，撰寫宴會詩的序文，藉機顯露才華:36、33。
流寓三年後:3， 671年王勃回京，參加由吏部侍郎裴行儉主持的銓選考課，與楊炯、盧照鄰、駱賓王同時參選，成為文壇佳話:33。王勃致力呈獻著作，對象包括當時掌管詮選的裴行儉與李敬玄:332，王勃又向裴行儉上「啟」，陳述己見與大志:33，名氣迅速傳遍天下:64，結果「三府」交相徵聘，王勃卻因病請辭，請求為虢州參軍:3。王勃在虢州時，官奴曹達因犯法而向王勃求保護，王勃把他藏起來，後來覺得藏不住了，怕受到連累，暗地裏殺了曹達:57。事情被揭發後，王勃被判死刑:96，674年改元大赦，王勃得以出獄，於675年回歸故鄉龍門:41；父親王福畤因王勃的罪行而失官，被逐為交趾縣令:96。同年六月時李賢晉封太子，再大赦，王勃可以回復舊職，但沒有接受，八月與父親從龍門出發南下:41，這等於他與父親同時被流放:72。父子路經洪州滕王閣，參與宴會，王勃撰成不朽名篇《滕王閣序》。後南行途中，王勃渡海溺死:3（一說王勃南下與其父會合時溺死:96），年二十八:3。

## 文學

### 詩歌

#### 近體詩
王勃對詩歌的革新，表現在對偶句及詩歌結尾的撰寫，其律詩較當時流行的宮廷詩歌簡單和個性化，後來發展成盛唐律詩的特點:95。五律《送杜少府之任蜀川》表達直接，與當時宮廷詩風的矯飾作風形成鮮明對照:97：「城闕輔三秦，風煙望五津。與君離別意，同是宦遊人。海內存知己，天涯若比鄰。無為在歧路，兒女共沾巾。」作者在長安送別友人到四川去做縣尉:48-49，往西南望去，只見一片風煙，氣象開闊博大，抒發即使遠隔天涯，知己仍像親近的鄰居一樣，心靈相通:50-52。五律《易陽早發》描述夜空中的涼飆和流螢，與白日艱苦的旅程，「復此涼飆至，空山飛夜螢」，表達了詩人旅途上的愁悶:103。王勃也寫過一些隱士詩和遊仙詩，但不及其送別詩與旅行詩出色:104-105。
王勃的絶句自我色彩強烈:14，五絕《山中》是他在後世最流行的作品之一:99：「長江悲已滯，萬里念將歸。況屬高風晚，山山黃葉飛。」此詩乃寓居巴蜀時所作，抒發未能回歸長安的悲哀，在深秋黃昏時份，但見山上都是黃葉在飄零飛舞:55-56。王勃能走出宮廷詩人的園林遊覽，描寫大自然的壯麗和險峻陡峭的景象:101-102。他途經劍閣山區，寫下五絕《普安建陰題壁》，敘述在山上俯瞰看似無底的河流，旅途艱辛，雲霧籠罩，引出遊子何時可歸的憂慮:333。《江亭夜月送別其二》：「亂煙籠碧砌，飛月向南端。寂寂離亭掩，江山此夜寒。」頭兩句用字典雅，尾句則樸素，說明江亭關閉的原因，表現了滲透人和景物的寒冷感覺。王勃也善於用宮廷風格寫精巧矯飾的絕句，如七絕《秋江送別二首》:99-100。排律《泥溪》對句出色，句法曲折，感受新鮮，將水行的危險與陸行的危險相對，景象奇異美麗:104。

#### 古體詩
樂府方面，王勃並不因循樂府舊題的固有體式規限，「自我作古」，從傳統中解放出來，創製與舊題樂譜不同的作品:18，改造傳統樂府體式，形式上的特色包括篇幅加長，以四句或六句為一解，以及多長短句雜言。其長篇歌行《秋夜長》、《採蓮歸》、《臨高臺》，都是從樂府擴展而成:6。王勃通過對原調的改動，在字句和分章都使之向整齊韻律推進，大幅加長原調短曲，以充實敍事抒情內容:11。《秋夜長》敘述思婦長夜不寐，悲傷幽怨，詩歌以思婦喻己，以征夫離家而去比喻君王疏遠自己:39、41，透過描寫傳統遊子思婦相思之情，寄寓自己對昔日光輝的緬懷。《採蓮曲》似為六朝同題作品的模仿:3，其詩增長篇幅，雜言為詩以及基本上以四句構成一韻組，最為明顯的曲體特徵是使用三言句:9，一曲之中自生起伏，以四句為一解，藉以轉換場景焦點，從採蓮景象、女子相思、征夫未還、雁書來至等，一解一景，突出採蓮女思念征夫的主題:15。採蓮女懷想夫君之事有所寓意，詩句描繪採蓮女的美豔，並加入遊子思婦的題材:3、9。
王勃《隴西行》以樂歌形式重寫史事，全詩分十章，敘述隴西故事，聚焦於《史記．李將軍列傳》所述的李廣生平事蹟:3、12。王勃七言歌行中的傑作是《臨高台》，此詩沿用樂府舊題，音節富於變化，富於抒情色彩，描寫從高台觀察京城的景象，「高台四望同，帝鄉佳氣鬱葱葱」；結尾的死亡象徵寫得漫不經意，寄寓對人生短暫的感傷:105、90。詩人通過俯瞰城市，看到美麗的短暫無常，表現及時行樂:91、榮華易逝的思想:3。七言古詩《滕王閣》表達世俗榮華短暫無常的主題，滕王閣只是短暫的尋歡作樂歌舞之地，與之相對的是永恒的大江:105。王勃從未從軍塞外，卻寫有邊塞樂府，對邊塞地名的鋪排妙用，展現了廣博學問與對國家的深厚感情:35、24、28。

### 辭賦
王勃入蜀前辭賦文風綺靡，用典繁密，語言雕琢；入蜀後辭賦風格清新脫俗，語言平易曉暢。早期辭賦之作有《七夕賦》、《九成宮東臺山池賦》。其中《寒梧棲鳳賦》是唐代律賦的最早作品:458-459，是唐代定韻作賦的最早作品之一，賦文引經據典，用語雅正，寫鳳凰非醴泉不飲，非練實不食的高傲性格:473、463，勾畫了作者清高卻未受青睞的形象，抒發渴望得到重用，語氣不卑不亢，行文婉轉有度:475-476。四韻短賦經王勃的實踐，使其題材開闊，體裁靈便，抒情詠物到達了新高峰。《馴鳶賦》體制趨向短小和格律化，有鮮明個人色彩:486、482，以自傲的鳶鳥形象，勾畫自身仕途挫折的遭遇:35。盧照鄰亦作有同名《馴鳶賦》，二賦互吐心聲，嗟嘆境遇。王勃感嘆當初以為天地之大可作一番大事業，結果卻受傷被困，抒發挫折後「與道浮沉」的豁達。在《江曲孤鳧賦》中，作者磨平了憤慨，表達的是悠閒自適，與世無爭的思想:479、482，與屈原楚辭《卜居》同樣選用孤鳧為意象，以對比手法突出己志，捕捉鳧鳥孤身暢遊之樂，寄託詩人摒棄名利，逍遙自樂的出世思想:483-484。
《春思賦》寫於671年，為作者自喻之作，創作於仕途失意與旅居他鄉流離轉徒之際:32，序文用《世說新語》新亭對泣故事，表達身處蜀地的異鄉情懷:471。賦文模倣潘岳《秋興賦》的自敘模式及抒情手法，風格纖濃華麗，極盡模描雕繪之能事，卻並非六朝春賦傳統的延續，而是返回《楚辭》的抒情傳統:34。內容寫到長安、洛陽、江南的春色，也描寫了各種人物的春思，包括蕩子從軍、娼婦閨怨等流行題材，成為一幅初唐的生活畫卷:38。賦文敘述征夫守邊，「羌笛唯橫隴路風，戎衣直照關山月」，把樂府橫吹曲吹奏的《隴頭水》和《關山月》巧妙地融合情境，以呈現邊塞景象:6。作者懷著憤懣失意的心情，面對春色無邊，不禁悲從中來；全賦以失意落魄為主調，結尾則以司馬相如和陳平後來得志的故事自況自勵，表達了樂觀與自信:33、35。形式上以賦體鋪陳為基礎，行文則以五、七言詩句為主，如「春江澹容與，春期無處所；春水春魚樂，春汀春雁舉」等句:37、40，以大量詩句入賦，與樂府傳統淵源甚深:16，融和詩賦體裁:37。《採蓮賦》作於675年，獻給其舊主沛王李賢，期望這位新封太子加以重新提攜:341。賦文襲用江淹《別賦》的體裁結構:459，善於修辭，描寫豐贍繁複，運用典故旁徵博引:341，集中描繪昔日宴會的場景，席上皆是才華洋溢的隱士與賓客，然後筆鋒轉至被疏遠的詩人，他被流放至南方，正受羈旅之苦:75，「傷君王兮未知」，「憶離居兮方苦」，展現詩人人生挫折:42。

### 駢文
王勃駢文《滕王閣序》非常著名:58，標誌著他寫作生涯的巔峰:57。王勃序的一大特色，在直抒胸臆，述己之幸酸，不時流露身世之感，《滕王閣序》即以自傷之情貫穿全文:42。滕王閣建在江西南昌附近:58，《滕王閣序》原題《秋日登洪州滕王閣餞別序》，作於675年，王勃時年二十六歲，隨父親王福畤前往南方就任交趾縣令的途上:59、62。王勃及父親受到洪州都督閻伯嶼的盛情邀請，臨別時王勃在宴上受邀撰寫宴會詩集之序。序文辭藻雅麗:64-65，誇讚洪州景物，大部份典故都和洪州當地歷史與風俗緊密相連，寫出悲傷和憂慮的色彩:73、81，注入作者個人身世之感，表現沮喪心情，結合了華麗文風與寫景時偶爾表現的個人感情，用典精當，勾勒出一個失意青年的自畫像:65、69。如「李廣難封」句中引用了《史記》所載李廣故事，李廣未能封侯，與王勃不幸遭遇的原因類似:70-71。《滕王閣序》最有名的兩句是「落霞與孤鶩齊飛，秋水共長天一色」，當時就深受人們喜愛，傳誦甚廣:58。王勃常在序文中透露對個人不幸際遇的感慨，《滕王閣序》外，還寫了大量駢文，大多作於類似宴會上，但大部份已散佚:65、81。《益州德陽縣善寂寺碑序》敘述時地與背景後，以王褒、揚雄和司馬相如自比文才，而以孔子比喻自己懷才不遇:467-468。

## 思想
文藝觀方面，王勃貶斥龍朔年間（661—664）的浮誇文風，大力主張文章的「剛健」與「風骨」:125。在上呈吏部侍郎裴行儉的啟中，王勃上承裴子野《雕蟲論》的觀點，認為雕琢文風乃朝政衰敗的因由，高舉儒家經典以批評時文的綺靡，並指出時文崇尚雕琢乃「以詩賦為先」的選官制度使然:463-464，批評官員考核過度強調詩賦寫作:332，使士人趨之若鶩，捨本逐末:464。王勃也寫下大量學術著作，大部份與儒家思想有關:125。 

## 文集
楊炯編的王勃文集有三十卷:325（一說由王勃之兄王勮、王勔主持編纂），編纂於684至689年間:40-41。其後散佚嚴重，今存的明代刊本王勃集只有兩卷:324，是從《文苑英華》等文集再編的輯本，清代蔣清翊加以注釋，撰成《王子安集註》:122。初唐時《王勃集》就傳至日本，至今保存了《王勃集》卷28、卷29、卷30的古抄本殘本:40-41。日本正倉院保存著稱為《王勃詩序》的抄本，年代記錄是「慶雲四年」（707年）:117，共保存王勃序41篇，其中有20篇不見於明清時中國的文獻:121，文字比中國現存的刊本更接近王勃原本:132。

## 評價
王勃是初唐最享負盛名的作家之一:32，與楊炯、盧照鄰、駱賓王合稱「初唐四傑」:339-340。裴行儉評論王勃「華而不實」，潛質優厚但卻一事無成:110、117。楊炯稱許王勃對宮廷詩歌雕琢的文體進行變革:339，讚揚王勃開一代之風，乃使「積年綺碎，一朝清廓」，其剛健文風超脫了南朝的綺麗，為一眾時人所學習倣效:462、465、486。七世紀中期時人評論初唐四傑辭藻華麗而「輕薄」，據盛唐詩人杜甫詩《戲為六絕句六首》其二曰：「王楊盧駱當時體，輕薄為文哂未休」:340。元代方回高度評價王勃詩歌的技巧:124。明末唐汝詢把唐代絕句抒情之功歸於王勃:470。近人葉嘉瑩批評王勃「對於人生沒有太深入的了解，在思想性方面並沒有什麼深度」，「不能成為真正好的第一流詩人」:56、58。宇文所安讚賞王勃對偶句的創作：「作為中國最著名的駢文作家之一，王勃的真正力量在於描寫及構造完美的對句的能力」:100。陳偉強評論王勃「詩賦駢文，雕琢華麗，不脫六朝氣習」:32，其人「才華洋溢，可惜英年早逝，否則其文學與學術成就必定遠不止此」:57。

## 傳說
五代時王定保《唐摭言》記載，王勃十四歲時出席了南昌的一次宴會:58，南昌府都督閻公在滕王閣宴請賓客，大家飲酒作詩收集起來，前面還要寫一篇序文:58。閻公請參加宴會的文人作序，王勃以外，大家都謙讓:125。都督事先已讓其女婿準備好序文，以便在盛會中表現才能。不料王勃席間自告奮勇寫了《滕王閣序》:58，閻公憤然離席，令下官伺其下筆。初聞文章開頭，閻公評價說「亦是老生常談」；接著又報，閻公聽聞後沉吟不語；及至「落霞與孤鶩齊飛，秋水共長天一色」這句對仗，閻公大驚喊道「此真天才，當垂不朽」:125，知道王勃作品的確精彩，遠在其女婿之上:58，隨即款待王勃:125。《唐摭言》這則軼聞成為後來野史、詩歌、戲曲相關故事的藍本，被改編和渲染。晚明馮夢龍小說《馬當神風送滕王閣》、清初鄭瑜雜劇《滕王閣》的情節梗概為：王勃偶遇一老翁，原來老翁是馬當山神，他用風送王勃使之及時趕到滕王閣宴會去:58。